# 国際連合中央アフリカ共和国ミッション
国際連合中央アフリカ共和国ミッション（こくさいれんごうちゅうおうアフリカきょうわこくミッション United Nations Mission in the Central African Republic,MINURCA）は国際連合平和維持活動の一つ。中央アフリカ共和国における騒乱状態の沈静化を任務とした。1998年にアフリカ諸国で構成される多国籍軍(MISAB)から任務を引き継ぎ、2000年に国際連合中央アフリカ共和国平和構築事務所(BONUCA)へと移行した。

## 概要
1996年4月以降、中央アフリカ共和国では国軍の反乱が立て続けに3回発生した。これは、困窮した経済状況を基に、給与の遅配などが繰り返されたためであった。事態を憂慮したマリ共和国などアフリカ諸国は関係者間の調停を行い、1997年1月25日に和平合意が得られた。この合意の遂行を行なうために、アフリカ4ヶ国の部隊で編成された多国籍軍（Inter-African force in the Central African Republic 仏 Mission Interafricaine de Surveillance des Accords de Bangui,MISAB）が首都バンギに派遣された。MISABの任務は治安回復および民兵などの武装解除にあたることであった。1997年2月に現地展開を開始したMISABは800名の兵員で構成され、セネガル、マリ共和国、ガボン、ブルキナファソより派遣された。フランスが兵站支援を行なっている。これは1997年8月6日の国際連合安全保障理事会決議1125でも承認された。
MISAB単独では長期活動が困難であったために、その活動を継続・強化するために1998年3月27日の国際連合安全保障理事会決議1159でもって国際連合中央アフリカ共和国ミッション(MINURCA)が設立された。MINURCAの任務はMISABを引き継ぎ、和平合意遂行状況の確認や武装解除のほか、国家警察の教育・再編や選挙の技術支援も含まれている。MINURCAの規模は最大時、軍事要員1,350名のほか、文民警察官24名、その他文民スタッフ114名、さらに現地採用スタッフがあった。MINURCAの支援のもと、1998年11月-12月に議会選挙、1999年9月に大統領選挙が実施された。
MINURCAはおおむね所期の目的を達成し、2000年2月15日に国際連合中央アフリカ共和国平和構築事務所(BONUCA)へと縮小・移行された。